# ハヴァル・赤兔
赤兔（Chitu）は、長城汽車が展開するブランド「ハヴァル」が販売するクロスオーバーSUVである。

## 概要
2021年2月26日、発表。その後、上海モーターショーにて初公開。赤兔は赤いウサギの意味で、ハヴァルが動物の名前を車名に採用するのは大狗に続き二例目となる。
エクステリアデザインはハヴァルのモデルに共通する大型で六角形のフロントグリルを採用。デイタイムランニングライトはヘッドライトと分けられ、両側に垂直に置かれた。インテリアでは12.3インチのタッチスクリーンディスプレイを備え、その下にエアコンの吹き出し口が配置された。
パワートレインは最高出力135kWを発揮する1.5L直列4気筒ターボガソリンエンジンのみで駆動方式は前輪駆動のみ、トランスミッションは7速DCTが組み合わされる。